# 野草香
野草香（学名：Elsholtzia cyprianii）为唇形科香薷属下的一个种。

## 扩展阅读
- 維基物種上的相關：野草香